# ニールソン武蓮傳
ニールソン 武蓮傳（ニールソン ぶれんでん、Neilson Brendan、1978年4月5日 - ）は、元ラグビー選手。

## プロフィール
- パプアニューギニア生まれ、ニュージーランド・オークランド出身
- ポジションはセンター(CTB)
- 旧名ブレンデン・ニールソン。

## 来歴
仙台育英高校にラグビー留学。その後流通経済大学に入る。
2000年、流通経済大学卒業後、NECグリーンロケッツに入団。日本選手権初優勝・マイクロソフトカップ初代王者に貢献。4シーズンプレーした。
2004年、コカ・コーラウエストジャパンに移籍。6シーズンプレーした。
2006年2月10日日本国籍を取得。改名。
2010年、釜石シーウェイブスに移籍。4シーズンプレーした。
2014年、釜石シーウェイブスの通訳に就任する。
2015年、母校である仙台育英学園高等学校のラグビー部のコーチに就任した。
2021年、仙台育英学園高等学校のラグビー部の監督に就任した。